# Bertius Inlet
Das Bertius Inlet ist eine 8,3 km breite, 9 km lange und vereiste Bucht an der Wilkins-Küste des Palmerlands auf der Antarktischen Halbinsel. Sie liegt südlich des Kap Walcott und nördlich des Kap Hinks.
Britische Wissenschaftler kartierten sie 1963 und 1976. Die bulgarische Kommission für Antarktische Geographische Namen benannte sie 2013 nach dem flämischen Geographen und Kartographen Petrus Bertius (eigentlich Pieter de Bert, 1565–1629), der 1616 eine Karte zur Terra Australis Incognita veröffentlicht hatte.